# Sturmgeschütz IV
Het Sturmgeschütz IV (Sd.Kfz. 167) (StuG IV) was een Duits gemechaniseerd geschut uit de Tweede Wereldoorlog.

## Ontwikkeling
Doordat er meer vraag naar gemechaniseerd geschut was, paste Krupp het Sturmgeschütz III aan. De nieuwe, licht aangepaste vorm, het StuG IV, was wat groter, had een ander, beter kanon en was gebaseerd op de Panzer IV in plaats van de Panzer III.
Het StuG IV had veel succes aan het oostfront. Het werd vooral ingezet door infanteriedivisies. Er zijn er zo'n 1100 van gemaakt van december 1943 tot het einde van de oorlog. In het begin kende het Stug IV niet veel problemen aan het oostfront, totdat de strenge winters kwamen. Doordat de temperaturen zakten tot -30 °C, kreeg het Stug IV problemen met bevroren leidingen en koelvloeistof. Ook bleek het geschut moeite te hebben over de metersdikke sneeuw te rijden. De Sovjet tanks hadden dit probleem niet, aangezien ze gebruik maakten van bredere rupsbanden. Ondanks deze problemen richtte het Stug IV nog altijd veel schade aan bij de Sovjettroepen, zeker nadat de nodige aanpassingen aan het klimaat en de omgeving uitgevoerd waren.